# Unión de Fútbol de África Occidental
La Unión de Fútbol de África Occidental (WAFU) es una asociación de fútbol que engloba a los países de África occidental dentro de la Confederación Africana de Fútbol.

## Historia
Fue una creación de la Federación de Fútbol de Senegal, que pidió que las naciones que pertenecen a la Zona A y B de la CAF se reuniesen y celebrasen un torneo competitivo regular.
La Unión organiza varias competiciones como la Copa de Naciones de la WAFU y en 2008 se celebró un campeonato sub-20. Mauritania es el único miembro del organismo que también forma parte de la UAFA.
En el año 2011 la unión se dividió en dos zonas (A y B).

## Miembros actuales
| - Cabo Verde - 1975 - Gambia - 1975 - Guinea - 1975 - Guinea-Bissau - 1975 - Liberia - 1975 - Mali - 1975 - Mauritania - 1975 - Senegal - 1975 - Sierra Leona - 1975 | - Benín - 1975 - Burkina Faso - 1975 - Costa de Marfil - 1975 - Ghana - 1975 - Níger - 1975 - Nigeria - 1975 - Togo - 1975 |

## Clasificación Mundial de la FIFA
La más reciente Clasificación mundial de la FIFA del 21 de octubre de 2021 muestra a los equipos de la UFAO y UNIFAC:

| Puesto Ranking FIFA | País            | Puntos | Cambio |
| ------------------- | --------------- | ------ | ------ |
| 20º                 | Senegal         | 1564   | 0      |
| 36º                 | Nigeria         | 1478   | 2      |
| 52.º                | Ghana           | 1424   | 1      |
| 53.º                | Costa de Marfil | 1424   | 1      |
| 57.º                | Malí            | 1412   | 4      |
| 61.º                | Burkina Faso    | 1393   | 1      |
| 76.º                | Cabo Verde      | 1314   | 1      |
| 79.º                | Guinea          | 1309   | 3      |
| 83.º                | Benín           | 1282   | 1      |
| 102.º               | Mauritania      | 1202   | 2      |
| 107.º               | Sierra Leona    | 1179   | 1      |
| 109.º               | Guinea-Bisáu    | 1175   | 4      |
| 121.º               | Níger           | 1145   | 2      |
| 134.º               | Togo            | 1110   | 2      |
| 147.º               | Gambia          | 1053   | 2      |
| 150.º               | Liberia         | 1047   | 6      |

## Presidentes
- K. Tandoh (1975-1977)
- Seyi Memene (1977-1984)
- Abdoulaye Fofana (1984-1988)
- Jonathan Boytie Ogufere (1988-1994)
- Dieng Ousseynou (1994-1999)
- Abdulmumini Aminu (1999-2002)
- El Hadji Malick Sy (2002-2004)
- Jacques Anouma (2004-2008)[1]
- Amos Adamu (2008-2010)
- Kwesi Nyantakyi (2011-)